# Fågelökärret
Fågelökärret är en våtmark med några mindre vattenspeglar i Katrineholms kommun i Södermanland och ingår i Nyköpingsåns huvudavrinningsområde.